# 克雷姆斯凱 (北頓涅茨克區)
48°45′6″N 38°47′15″E / 48.75167°N 38.78750°E

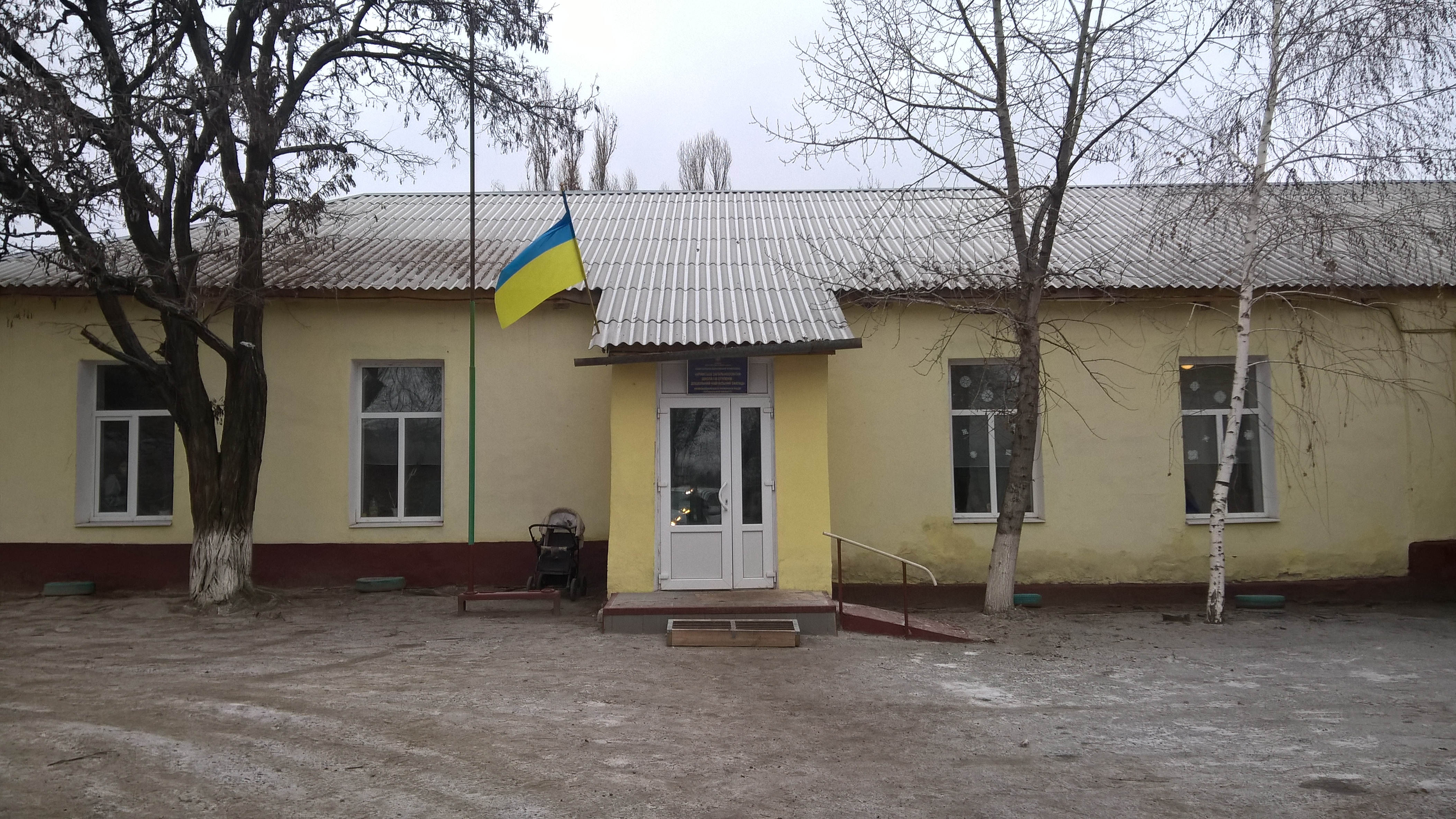
教育建筑

克雷姆斯凱（烏克蘭語：Кримське）是位於烏克蘭東部的村莊，由盧甘斯克州北顿涅茨克区的希爾斯凱市鎮負責管轄。該村始建於1725年，面積3.25平方公里，海拔高度58米，2001年人口1,662，人口密度每平方公里511.4人。